# Johannes Bastiaans
Johannes Bastiaans (Nieuwer-Amstel, 5 oktober 1854 – Haarlem, 7 december 1885) was een Nederlands organist.
Hij werd geboren binnen het gezin van organist Johannes Gijsbertus Bastiaans en diens eerste vrouw Margaretha Anna Elizabeth Brinck. Hijzelf trouwde Akke Henriëtte Vermeulen. Zijn muziekopleiding kreeg hij van zijn vader, maar een succes werd het niet. Zowel Muzikaal Nederland als een kleine biografie over senior opgetekend door schoonzoon Adriaan Willem Weissman vermeldden dat de zoon veel minder getalenteerd was dan zijn vader. Toch volgde de zoon zijn vader in 1876 op als organist van de Grote of Sint-Bavokerk. Hij heeft de functie niet lang kunnen bekleden, want hij overleed al op 31-jarige leeftijd.